# 독립궁
독립궁(베트남어: Dinh Độc Lập / 營獨立)은 베트남 호찌민시에 있는 역사적 명소로, 응오 비엣 투가 설계했다. 1975년 베트남이 통일된 이후로 통일궁(베트남어: Dinh Thống nhất)이라고 불리기도 했으나 자주 쓰이지는 않는다. 현재에도 베트남 정부에 의한 공식 명칭은 "독립궁"(Dinh Độc Lập)이다. 최초에 프랑스에 의해 지어졌을 때의 명칭은 노로돔궁이었다. 베트남 전쟁 당시에는 미군의 작전 본부로 사용되기도 하였다. 벤타인 시장에서 걸어서 10분 거리에 있다. :402

## 역사

### 노로돔 궁전
궁전의 건설은 베트남을 프랑스령 인도차이나로서 식민지 하에 두고 있던 프랑스에 의해 1868년에 시작되어, 1873년에 공사가 완료되었다. 그 후 이 건물은 코친차이나의 지사(知事) 및 제2차세계대전이 종결된 1945년까지의 코친차이나의 프랑스 총독이 사용하였다.

### 베트남 공화국
디엔비엔푸 전투(1953년)의 결과로 체결된 제네바 협정(1954년)으로 프랑스가 철수하여, 1955년에 베트남 공화국이 성립한 후에는 “독립궁”으로 개명되었다.
그러다가 1962년 2월 8일에 응오딘지엠 정권에 대하여 발생한 쿠데타 때, 남베트남군 장교가 조종하는 전투기에 의해 폭격을 받아 대파된 후에 철거되었다.

### 남베트남 대통령의 집무공간 및 관저
1966년에 남베트남의 건축가 응오 비엣 투에 의해 현대건축으로 재건되어, 베트남 전쟁 종결까지는 베트남공화국의 대통령 집무공간 및 관저로서 사용되었다. 최초로 사용한 대통령(사용을 시작한 당시의 직함은 “국가지도평의회 의장”이다. 1967년 9월 3일에 정식으로 대통령에 취임하였다.)은 응우옌반티에우로, 그 후 도합 3대의 대통령이 이곳을 사용하였다.
1975년 4월 8일에는 북베트남군이 노획한 노스럽 F-5 프리덤 파이터에 의해 폭격을 받았다. 같은 해 4월 30일의 베트남전쟁 종결시에, 사이공 시내에 돌입한 북베트남군의 전차가 당시의 대통령 집무공간이었던 이 건물의 울타리를 파괴하고 돌입하여, 남베트남의 수도 사이공은 함락되었다. 이 때의 영상은 “일 개의 국가가 소멸하는 순간”으로서 전세계에 타전되어 유명해졌다. 현재에도 그 당시의 소련제 전차가 부지 내에 전시되어 있다.

### 과거에 이곳을 사용한 대통령
- 응우옌반티에우 (완성 전 - 1975년 4월 21일)
- 쩐반흐엉 (1975년 4월 21일 ~ 4월 28일)
- 즈엉반민 (1975년 4월 28일 ~ 4월 30일)

### 현재
1976년에 공산주의의 통일국가인 베트남사회주의공화국이 성립한 후에 "통일회장"(호이쯔엉통녓, Hội trường Thống Nhất／會場統一)으로 개명하였다. 현재는 남베트남 대통령 집무공간 당시의 그대로 보존되어 사실상의 박물관으로서 유료로 일반에 공개되어 있는 외에, 건물 내의 일부 방들은 국제회의 등에 사용된다. 또한 부지 내에 테니스코트와 게스트하우스 등도 사용되고 있다.

## 내부
1975년 4월 30일 시점이며, 현재도 그대로 보존되어 있다.

### 지상층
- 주방
- 갤러리

### 1층
- 강당
- 내각 회의실
- 연회장

### 2층
- 대통령 집무실
- 대통령 작전실
- 대통령 응접실
- 부통령 응접실
- 국서(國書) 제출실
- 대통령 관저
  - 대통령 침실
  - 식당
  - 안뜰

### 3층
- 대통령 부인 응접실
- 도서실
- 영사실
- 게임 실
- 헬리포트

### 4층
- 댄스 룸
- 바

### 지하층
- 작전사령실(긴급용)
- 대통령 침실(긴급용)
- 사관실

## 사진

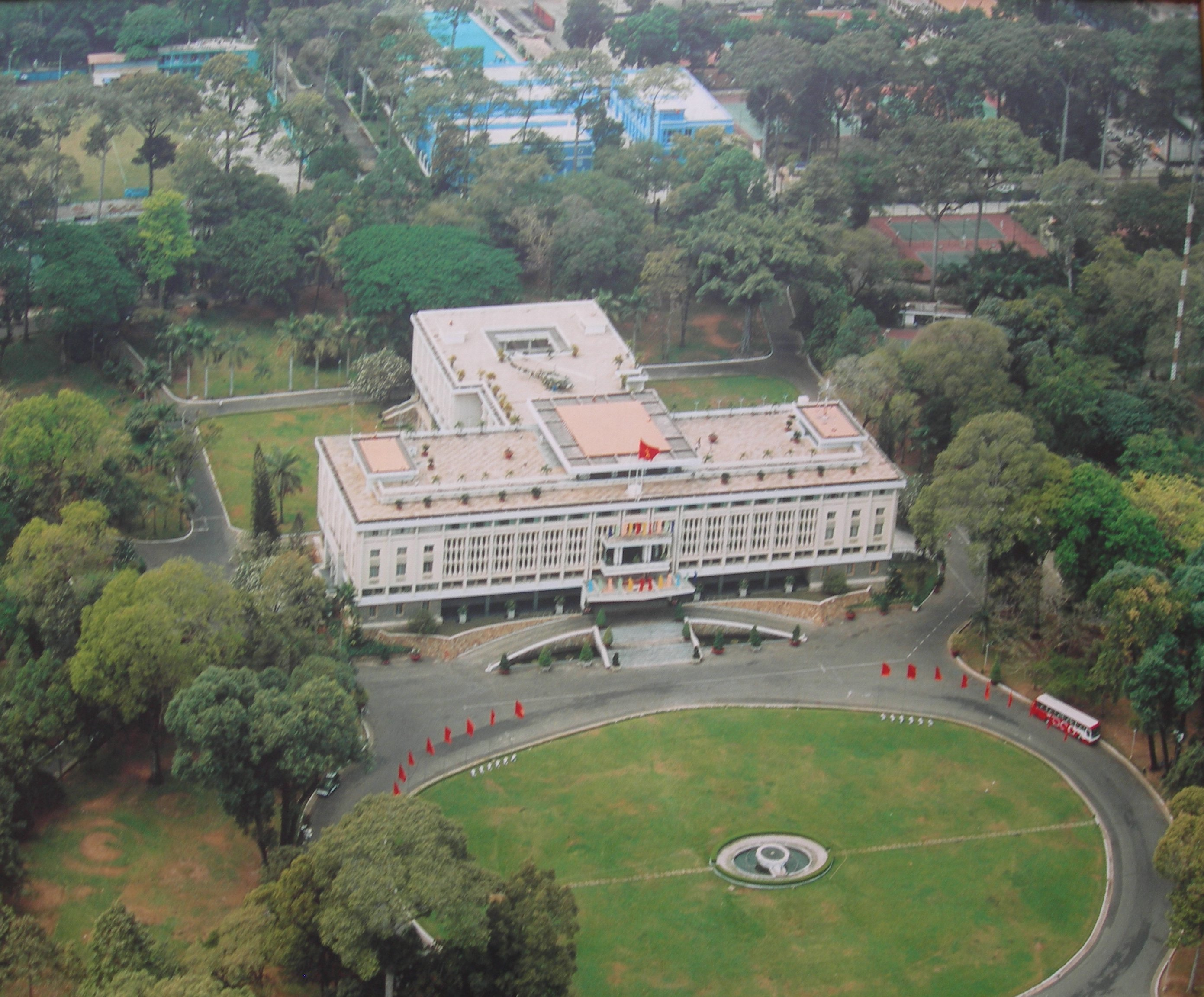
전경
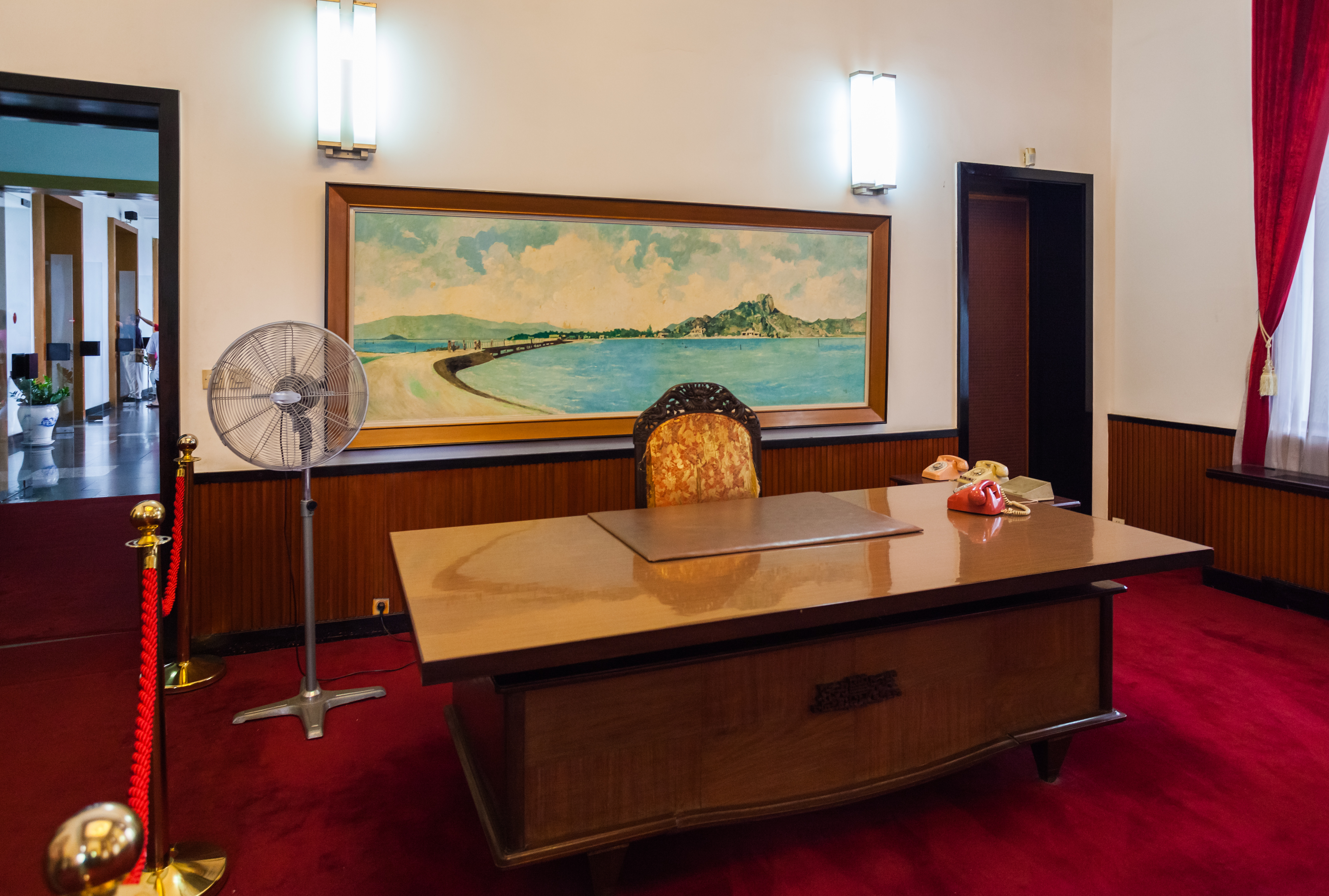
대통령 집무실
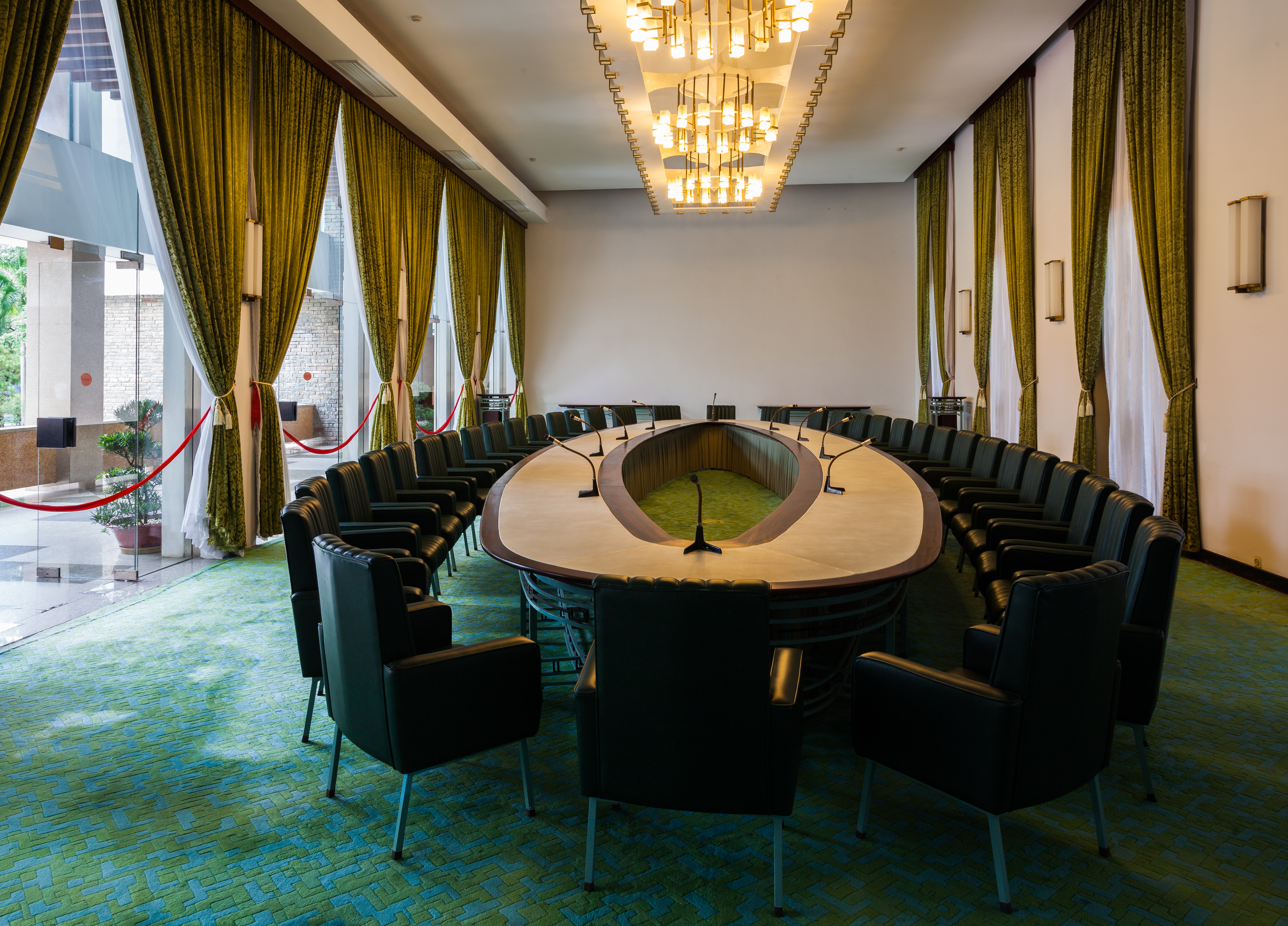
내각 회의실
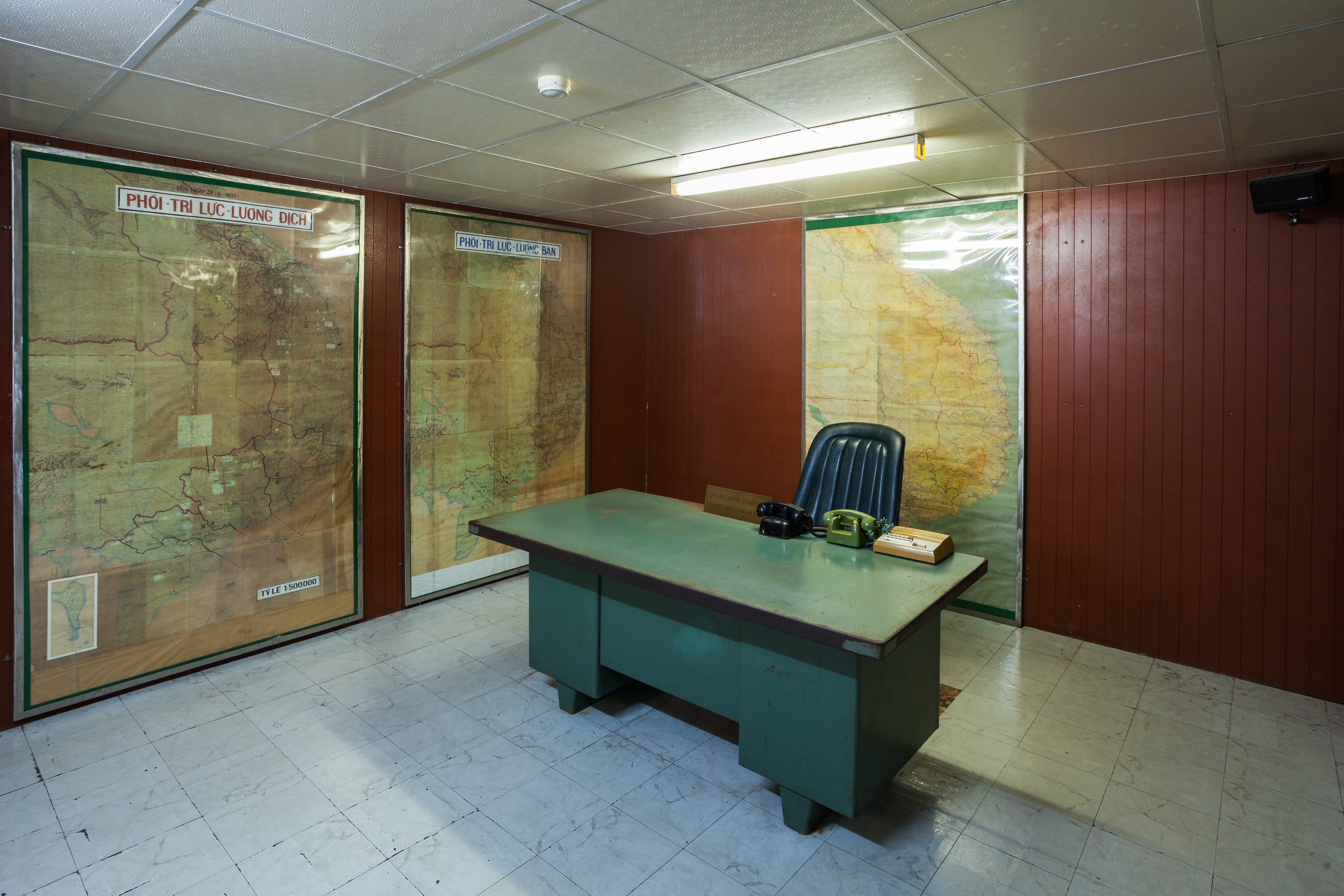
지하의 작전사령실
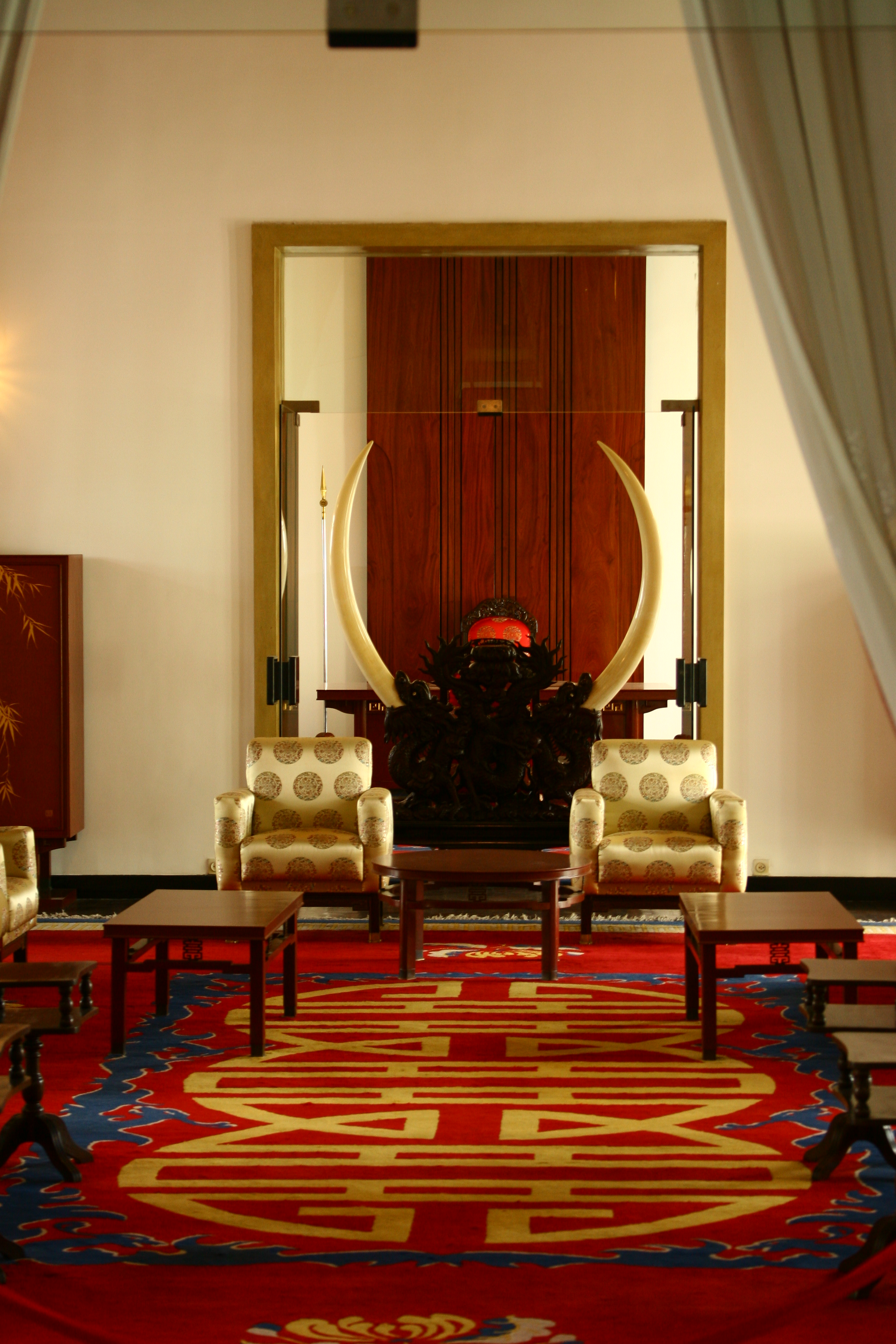
대통령 응접실
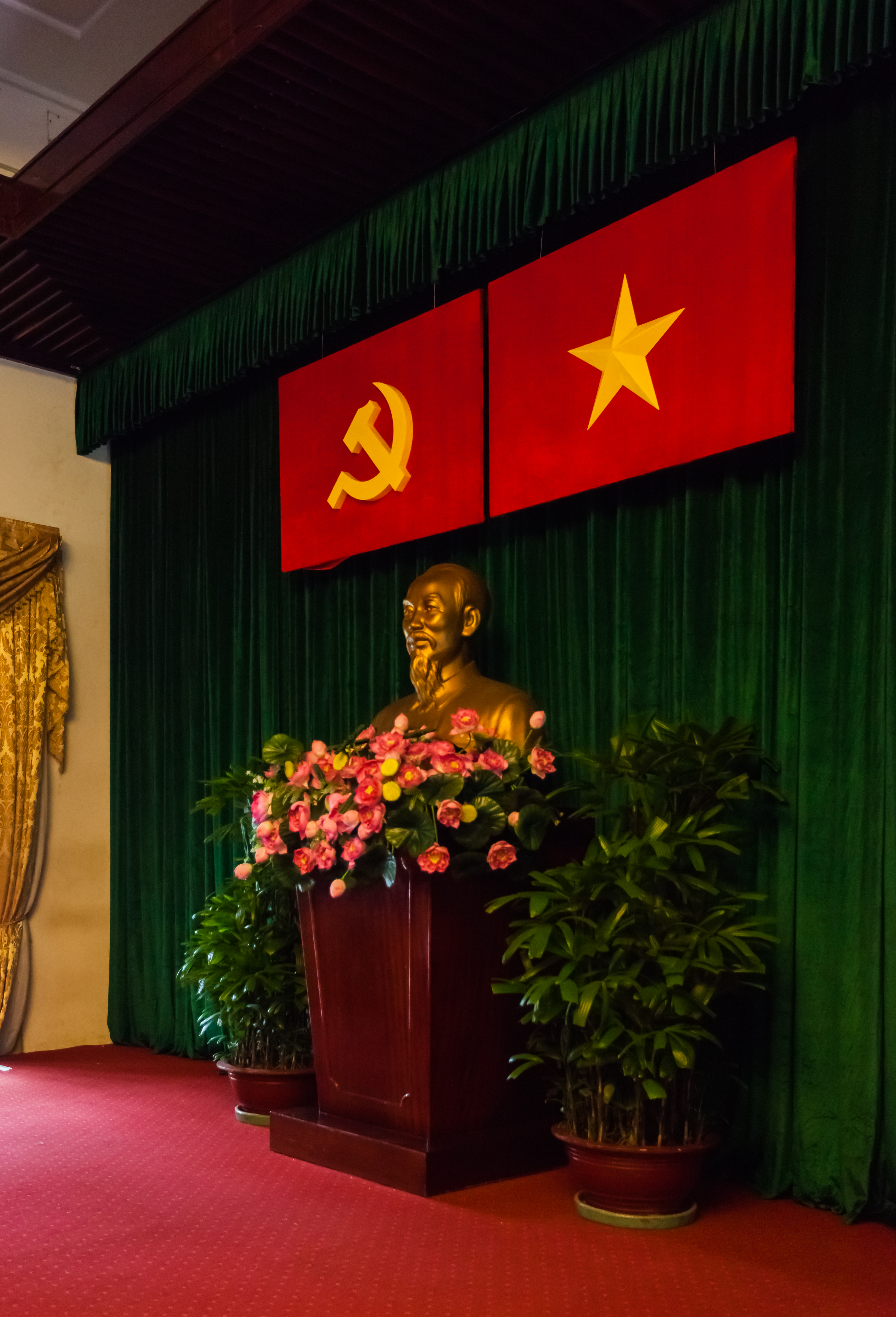
호치민의 흉상